# 205 (số)
205 (hai trăm linh năm) là một số tự nhiên ngay sau 204 và ngay trước 206.